# 拉奎尔·希亚斯
拉奎尔·希亚斯（英語：Racquel Sheath，1994年11月27日—）是一名新西兰女子场地自行车运动员。她曾参加2016年里约奥运，结果在女子团体追逐赛铜牌赛上不敌加拿大队获得第四名。